# Claude Merle
Pour les articles homonymes, voir Merle (homonymie).
Claude Merle est un écrivain, également auteur de littérature jeunesse sous les pseudonymes Renaud Paris, Patrick Bruno et David Hudson.

## Biographie
Né le 25 septembre 1938, ancien professeur d'histoire au lycée Longchamp, Claude Merle est l'auteur, sous divers pseudonymes, de plus de 120 ouvrages, notamment pour la jeunesse dans des genres différents : aventure, fantastique et historique. Passionné de sport, il rend hommage au football dans les romans qui composent la série Fooot. Historien de formation, il a écrit des romans et essais aux éditions Pygmalion, Autrement Jeunesse, Bayard, Hachette, Nouveau Monde, MA Éditions, les Éditions du Patrimoine, Bulles de Savon et plus récemment, aux Éditions Auzou. 

### Sous le nom de Claude Merle (ordre chronologique)
- L'Âge de Sang, Trévise, 1981
- Les Chiens, SDE, 1999
- Les Diables rouges (série Marcantour), Bayard, 1999
- Les démons de la nuit (série Marcantour), Bayard, 1999
- Le Faucon de la Mort (série Marcantour), Bayard, 1999
- Complot contre Athènes, Bayard, 1999
- Vinka, Bayard, 2002
- La Guerre des Princes, Hachette, 2003
- Guerres et Paix à la fin du Moyen-Age, Autrement, 2003
- Beauté Divine. L'Art et la Religion, Palette, 2004
- Perséphone, reine des enfers, Hachette, 2005
- L’Aigle et le Feu, Hachette, 2006
- Le Chevalier du vent, Bayard, 2006 (prix Fulbert de Chartres 2017)
- Le Clan des assassins, Intervista, 2007
- Le Sang d'Aragon, Intervista, 2007
- Poisons, Hachette, 2007 (Deuxième roman de "Dark", publié avant le premier)
- Dark, Hachette, 2008 (Premier roman de "Dark")
- Le Seigneur aux mains rouges, Bayard, 2008
- Silences et Soupirs, Le Sémaphore, 2008 (prix Amphoux de l'Académie des Sciences, Lettres et Arts de Marseille)
- Alexandre le Grand, Bayard 2009
- Lancelot le chevalier, Bayard, 2009
- Spartacus, Bayard, 2009
- Les Guerriers de fer, Nouveau Monde éditions, 2010 réédité en poche sous le titre Amalwin le guerrier de fer, Pocket Jeunesse, 2013
- Robin des Bois, Bayard, 23 septembre 2010
- Vercingétorix, Bayard, 2010
- Tristan et Yseut, Bayard, 2010
- Attila, Bayard, 2011
- L'Aigle des Brumes, Nouveau Monde, 2011
- Ulysse, Bayard, 2011
- Hercule, Bayard mars 2012
- Orphée et Eurydice, Bayard Jeunesse , 2012
- Roméo et Juliette, Bayard, 2012
- Achille, Bayard, 2013
- Le roi Arthur, Bayard Jeunesse , 2013
- L'Ange noir, Chapitre.com, 2014
- L'Ange sanglant. Dans l'enfer de Jérôme Bosch, MA Éditions, Éditions Toucan, 2014
- Cléopatre, Bayard, avril 2014
- D'Artagnan, Bayard, 2014
- César, Bayard, 2015
- Les Diables du Mont Saint-Michel, Nouveau monde/Les Éditions du Patrimoine, "Crimes et monuments", 2015
- Le Temps des loups, Éditions Bulles de savon, 2015
- Le Cheval. Mythologie et légendes, Éditions Bulles de savon, 2016
- Les Détectives de l'Histoire. Tome I : Néron l'incendiaire, Éditions Bulles de savon, 2016
- Shadow : Les yeux de la nuit, Éditions Bulles de savon, 2016
- Jason, Bayard, 2016
- Clovis, Bayard, 2016
- L'Espion de Richelieu (Trilogie : Échec à la Reine, Le Duc des Ombres, La Cour des Trahisons), Bayard, 2015-2016
- Stravaganza, Chapitre.com, 2016
- Les Loups de Dieu, Chapitre.com, 2016
- Les Détectives de l'Histoire. La mort du roi chevalier, Éditions Bulles de Savon, 2017
- Merlin l'enchanteur (série Héros de Légende), Bayard, 2017
- Mon cher Dumas, Éditions Bulles de Savon, 2017
- Richard Cœur de Lion, Bayard, 2017
- La Couronne de Fer, Éditions Bulles de Savon, 2017
- Un beau jour après ma mort, Éditions Bulles de Savon, 2018
- Les Secrets de l'Olympe 1 - Le Sang de Méduse, Éditions Auzou, 2018
- Les Secrets de l'Olympe 2 - Le Sommeil des Immortels, Éditions Auzou, 2018
- Hélène, (Héros de Légende), Bayard, 2018
- Les Secrets de l'Olympe 3 - La Malédiction des Hespérides, Éditions Auzou, 2018
- Les Secrets de l'Olympe 4 - Prométhée, le voleur de feu, Éditions Auzou, 2019
- Faucon Rouge, Chapitre.com, 2019
- Légendaire, Chapitre.com, 2019
- Les Secrets de l'Olympe 5 - Les Amazones, guerrières d'Arès, Éditions Auzou, 2020
- Les Secrets de l'Olympe 6 - Le labyrinthe du Minotaure, Éditions Auzou, 2021

### Sous le nom de Patrick Bruno
Fooot !  (ISSN 1635-5261) est une collection de romans de 
littérature jeunesse écrite à partir de 2002 sur le sujet du football. Cette collection, éditée en livres de poche par Bayard jeunesse, est composée de 23 volumes de 150 pages environ.
Ces livres parlent d'un club de football composé d'adolescents, entrainé par Luc Giovanelli, à Miraval en Provence. En plus des résumés des matchs et de la vie de groupe de l'équipe, l'écrivain entraine aussi le lecteur dans la vie privée des personnages comme dans Hors-jeu où la vie de Phil est mise à nu. Il se fait raquetter par des malfrats...
La série commence au numéro 1301 de la collection principale, « Bayard 
poche ».

### Sous le nom de Renaud Paris
- Série Cœur Grenadine, Bayard, 9 volumes.